# Carlito (calciatore)
Manoel Carlos Aranha, noto semplicemente come Carlito (fl. XIX-XX secolo), è stato un calciatore brasiliano, di ruolo difensore.

## Carriera

### Club
Di ruolo difensore, Carlito ha militato nel Club Athletico Paulistano, società polisportiva brasiliana, vincendo ben quattro titoli di campionato paulista consecutivi (dalla stagione 1916 a quella 1919).

### Nazionale
Carlito conta una presenza con la nazionale maschile di calcio del Brasile. Con la Seleção ha partecipato al Campeonato Sudamericano de Football 1916, prima edizione in assoluto della Copa América, conclusa al terzo posto dalla formazione verdeoro.

## Palmarès

### Club
- Campionato paulista di calcio: 4

Paulistano: 1916, 1917, 1918, 1919